# فرقة بانزر الخامسة (الفيرماخت)
فرقة بانزر الخامسة ( (بالإنجليزية: 5th Tank Division) كانت فرقة مدرعة في الجيش الألماني، الفيرماخت، خلال الحرب العالمية الثانية، تأسست في عام 1938.
قاتلت الفرقة في بولندا وفرنسا والبلقان والاتحاد السوفياتي. أولاً كجزء من مجموعة الجيوش الوسطى (1941-1944) ثم مجموعة جيوش الشمال. استسلمت الفرقة لقوات الحلفاء السوفيتية والغربية في أبريل ومايو 1945.

## التاريخ
تم تشكيل فرقة بانزر الخامسة في أوبلن، الآن أوبول في بولندا، في 15 نوفمبر 1938 كجزء من الموجة الثانية من الفرق المدرعة الجديدة في ألمانيا بعد إنشاء فرق الدبابات الثلاثة الأصلية في عام 1935. إلى جانب فرقة بانزر الخامسة، تم تشكيل الفرقة الرابعة في فورتسبورغ قبل خمسة أيام.    كان أفراد الفرقة يتكونون بشكل رئيسي من سيليزيا وألمانية سوديتن، وقد ضمتهم ألمانيا قبل ذلك بوقت قصير. 

## القادة
قادة الفرقة: 
- فريق Heinrich von Vietinghoff (2 سبتمبر 1939 - 8 أكتوبر 1939)
- فريق Max von Hartlieb-Walsporn (8 أكتوبر 1939 - 29 مايو 1940)
- الجنرال دير بانزرتروبين يواكيم ليميلسن (29 مايو 1940 - 25 نوفمبر 1940)
- الجنرال دير بانزرتروبي جوستاف فن (25 نوفمبر 1940 - 10 أغسطس 1942)
- فريق Eduard Metz (10 أغسطس 1942 - 1 فبراير 1943)
- لواء يوهانس Nedtwig (1 فبراير 1943 - 20 يونيو 1943)
- فريق Ernst Felix Fäckenstedt (20 يونيو 1943 - 7 سبتمبر 1943)
- الجنرال دير بانزرتروبي كارل ديكر (7 سبتمبر 1943 - 16 أكتوبر 1944)
- اللواء الرائد رولف ليبرت (16 أكتوبر 1944 - 5 فبراير 1945)
- اللواء الرائد غونتر هوفمان شونبورن (5 فبراير 1945 - أبريل 1945)
- عقيد قوات الاحتياط هانز جورج هرتسوغ (أبريل 1945)

### قائمة المراجع
- Nafziger، George. The German Order of Battle - Panzers and Artillery in World War II. ISBN:978-1853673597.
- Mitcham، Samuel W. (2000). The Panzer Legions. Mechanicsburg: Stackpole Books. ISBN:978-0-8117-3353-3. مؤرشف من الأصل في 2020-04-07.
- Stoves، Rolf (1986). Die Gepanzerten und Motorisierten Deutschen Grossverbände 1935 – 1945 [The armoured and motorised German divisions and brigades 1935–45]. باد ناوهايم: Podzun-Pallas Verlag. ISBN:3-7909-0279-9.